# Пірамідна система
Пірамідна система, піраміда довгастого мозку (лат. pyramis medullae oblongatae, грец. πϋραμίς — «піраміда») — система провідних шляхів (трактів, tracti) головного мозку, до котрої належать кірково-спинномозковий (tractus corticospinalis) та кірково-ядерний (tractus corticobulbaris sive tractus corticonuclearis) шляхи. Тіла всіх нейронів пірамідної системи розташовані в корі мозку. Схематично пірамідна система — це кіркові нейрони з довгими аксонами, які прямують до стовбура (кірково-ядерний шлях) та до різних рівнів спинного мозку (кірково-спинномозковий шлях) і залучені до контролю моторної (рухової) функції тіла.
Кірково-ядерний шлях проводить імпульси до черепних нервів, які контролюють м'язи обличчя й шиї і залучені до мімічних рухів, ковтання тощо.
Кірково-спинномозковий шлях проводить імпульси з головного до спинного мозку (tractus corticospinalis lateralis & anterior) і залучений до виконання довільних рухів. Більшість волокон кортікоспінального тракту в довгастому мозку перехрещуються в пірамідальному перехресті (decussatio piramidum), в результаті чого ними контролюються м'язи протилежної сторони. Кірково-спинномозковий тракт починається з кори, сіра речовина якої містить клітини Беца, які не зустрічаються ніде, окрім пірамідної системи.
Пірамідні шляхи (tracti pyramidales) названі так завдяки проходженню через піраміди довгастого мозку. Кірково-спинномозкові волокна, спускаючись із внутрішньої капсули до стовбура мозку, сходяться до однієї точки з декількох напрямків, що нагадує перевернуту піраміду.
Мієлінізація (покриття мієліном) пірамідних волокон на момент народження ще незакінчена й поступово прогресує в каудо-краніальному напрямку й відповідно прогресує їхня функціональність. Мієлінізація завершується здебільшого до дворічного, а повністю, більш повільно розвиваючись — до дванадцятирічного віку.

## Структура
Пірамідні шляхи починаються від мотонейронів кори головного мозку, далі — одні йдуть до стовбура головного мозку (кірково-ядерний шлях), інші — перехрещуються в довгастому мозку (кірково-спинномозковий шлях), йдуть донизу як частина спинного мозку до синапсів інтернейронів сірої речовини спинного мозку.
Існують певні термінологічні розбіжності. До пірамідних шляхів всі автори зараховують кірково-спинномозковий, але не всі — кірково-ядерний шлях

### Кірково-спинномозковий шлях
У кірково-спинномозковому шляху (лат. tractus corticospinalis) волокна починаються з нейронів 5 шару сірої речовини в первинній моторній корі головного мозку. Аксони від них ідуть з первинної моторної кори (близько 30 %) додаткової рухової зони і премоторної кори (разом також близько 30 %), а соматосенсорна кора головного мозку, тім'яна частка і поясна звивина (Поля Бродмана № 23, 24, 29, 30, 31, 32) дає решту. Клітини мають свої тіла в корі головного мозку, а аксони складають основну частину пірамідних шляхів.

Горизонтальний розтин через нижню частину моста, який показує волокна кірково-спинномозкового шляху (#21), що йде через ядра мосту

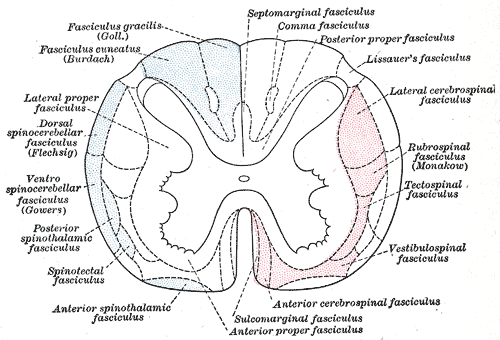
Діаграма основних волокон спинного мозку з Анатомії Грея

Аксони нейронів йдуть з кори через задню ніжку внутрішньої капсули, через ніжку мозку і в стовбур мозку та передню частину довгастого мозку. Тут вони формують два виступаючих утворення, що звуться пірамідами, нижче котрих більшість аксонів здійснює перехрест і переходить на протилежну сторону (близько 80 %) й формують латеральний кірково-спинномозковий шлях (tractus corticospinalis lateralis) спинного мозку. 10 % волокон не перехрещуються, а ще 10 % формують передній кірково-спинномозковий шлях (tractus corticospinalis anterior).
Нейрони, аксони котрих спускаються донизу, мають назву верхніх мотонейронів. Їхні аксони йдуть у складі шляхів білої речовини спинного мозку допоки не досягають відповідного сегментарного рівня, де через синапси з'єднуються з нижніми мотонейронами. Хоча більшість аксонів утворює синапси з інтернейронами, які контактують з нижніми мотонейронами в передньому розі спинного мозку. Аксони латерального кірково-спинномозкового шляху, що не перехрещуються в довгастому мозку, роблять перехрест в спинному мозку, на рівні, на якому закінчуються.
Ці шляхи містять понад 1 мільйон аксонів і більшість із них має мієлінову оболонку. Кірково-спинномозковий шлях мієлінізується на першому-другому році життя. Більшість аксонів має товщину < 4 мкм. Близько 3 % аксонів має більший діаметр (16 мкм) і йде від гігантських пірамідних клітин Беца переважно з зони ніг в первинній моторній корі. Ці клітини помітно відрізняються від інших найбільшою швидкістю проведення імпульсу (70 м/сек) від головного до спинного мозку.

### Кірково-ядерний шлях
Волокна кірково-ядерного шляху (лат. tractus corticonuclearis) йдуть від вентральної моторної кори разом з волокнами кірково-спинномозкового шляху через внутрішню капсулу, але закінчуються в чисельних точках середнього мозку (кірково-середньомозковий шлях, tractus cortico-mesencephalicus) мосту (кірково-мостовий шлях, tractus cortico-pontinus) й довгастого мозку.
Перший нейрон кірково-ядерного шляху утворює синапс із інтернейроном або прямо з другим мотонейроном, що знаходиться в рухових ядрах черепних нервів: Ядро окорухового нерва, блокового нерва, рухове ядро трійчастого нерва, відвідного нерва, ядро лицевого нерва, додаткового нерва. Ядра мають двобічну інервацію, окрім частки волокон лицевого нерва, які контролюють нижню частину обличчя. М'язи нижньої частини обличчя іннервуються з контрлатеральної (протилежної) сторони кори.

## Функції
Нерви кортикоспінального шляху беруть участь у довільних рухах м'язів тіла. Внаслідок перехресту волокон, м'язи тіла інервуються протилежною півкулею мозку. Нерви, що йдуть у складі кортикобульбарного шляху, беруть участь у рухах голови, зокрема, ковтанні, фонації, рухах язика. В силу участі з лицевого нерва, кортикобульбарний шлях також відповідає за передачу виразу обличчя
За виключенням нижніх м'язів обличчя, всі функції кортикобульбарного шляху забезпечуються з обох півкуль мозку.

На противагу пірамідним, екстрапірамідні шляхи залучені до мимовільних рухів і 'не є частиною пірамідних'.

## Клінічне значення
Ураження кортикоспінального шляху в будь-якому місці від кори до кінця спинного мозку спричинює синдром верхнього мотонейрона, або центральний параліч, який складається з двох груп симптомів: позитивних і негативних. До позитивних відносяться спастичність, гіперрефлексія, наявність патологічних рефлексів та клонусу, дистонія, як то при симптомах Трокмортона, Шеффера, Странскі тощо. До негативних — слабкість, швидка втомлюваність, неможливість виконання тонких рухів. В основі розвитку позитивних симптомів є втрата контролю вище розташованого нейрона над нижче розташованим, що веде до посилення «автономної» роботи останнього; в основі розвитку негативних симптомів лежить відсутність адекватного зв'язку нижнього нейрона з верхнім. Синдром верхнього мотонейрона виникає дещо швидше, ніж нижнього.
Симптоми порушення рухової сфери частіше виникають разом із порушеннями чутливості. Причинами порушень можуть бути інсульт, субарахноїдальний крововилив, пухлина, менінгіт, енцефаліт, демієлінізуючі захворювання, велика міжхребцева грижа.
Якщо кортикобульбарний шлях уражений лише з однієї сторони, страждає лише нижня частина обличчя. Однак, при ураженні обох — лівого й правого кортикобульбарних шляхів, відзначається псевдобульбарний синдром, який несе за собою проблеми ковтання, фонації, емоційну лабільність

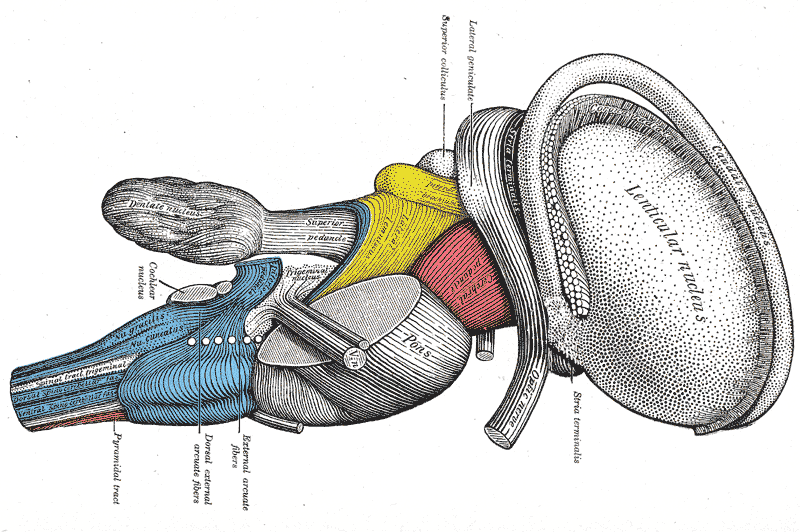
Препарат стовбура мозку. Вид збоку.
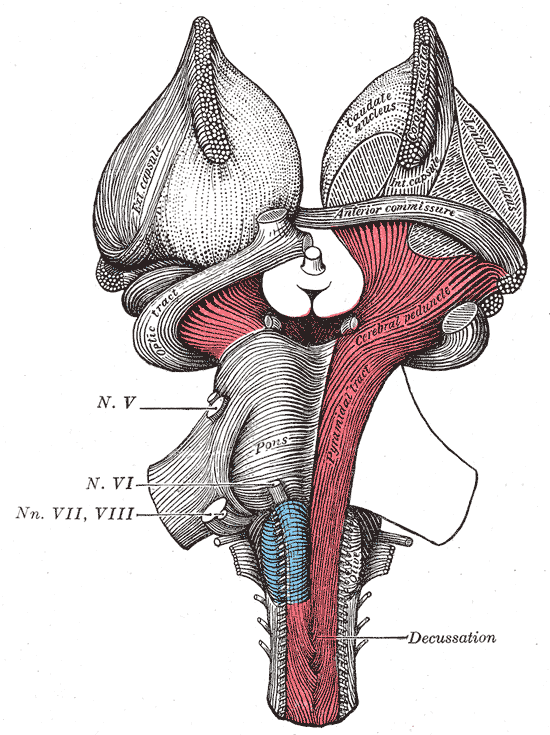
Поверхневий розтин стовбура мозку.
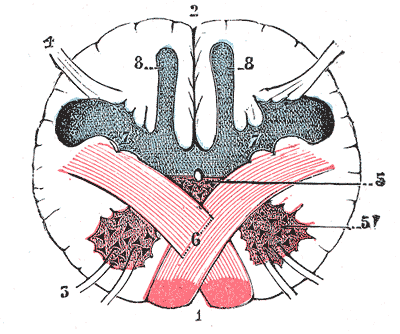
Розріз довгастого мозку на рівні перехресту пірамід
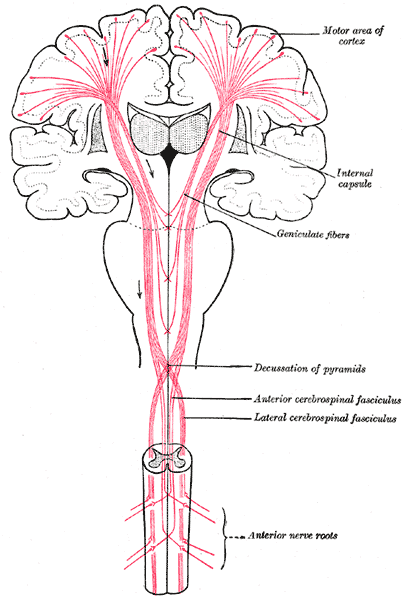
Моторний шлях
Провідні шляхи спинного мозку

### Українські
- Головацький А. С., Черкасов В. Г., Сапін М. Р., Парахін А. І. Анатомія людини у трьох томах. — Вінниця : Нова Книга, 2009. — Т. 3. — 376 с. — 4000 прим. — ISBN 978-966-382-181-8.

### Іноземні
- Ann B. Butler, William Hodos. Comparative vertebrate neuroanatomy. Evolution and adaption. — 2nd edition. — New Jersey : John Wiley & Sons, 2005. — 715 с. — ISBN 0471210056. (англ.)
- Триумфов А. В. Топическая диагностика заболеваний нервной системы М.: ООО «МЕДпресс». 1998 (рос.)